# Halda Alíz
Halda Alíz (Kürt, Csehszlovákia, 1928. április 5. – Budapest, 2008. június 3.) tanár, elsősorban ellenzéki tevékenysége és Gimes Miklóshoz fűződő kapcsolata révén volt ismert.

## Élete
Szegény felvidéki családban született, mindkét szülőjét korán elvesztette. 1945-től él Budapesten, kezdetben gépíróként, szövőnőként, csomagolóként dolgozott. 1946 és 1949 között a Színművészeti Akadémia hallgatója, és ezzel egyidőben a Népi Kollégiumok Országos Szövetségének (NÉKOSZ) tagja volt. 1947-től 1956-ig a Magyar Kommunista Párt, illetve a Magyar Dolgozók Pártja tagja. 1949–1950-ben a Nemzeti Színház könyvtárosaként dolgozott. 1950-től 1955-ig, valamint 1956 szeptemberétől 1957 márciusáig a Magyar Rádió irodalmi osztályának szerkesztője. Első férjétől, Fekete Sándor újságírótól 1952-ben vált el. 1953 és 1958 között elvégezte az ELTE magyar szakát.
Az 1956-os forradalom idején már Gimes Miklósnak, a Szabad Nép újságírójának menyasszonya volt. Gimes a Nagy Imre körül szerveződő ellenzéki értelmiségi kör tagjaként részt vett a forradalomban, október 23. után a Magyar Szabadság című napilap szerkesztője lett. A forradalom leverése után, 1956. december 5-én letartóztatták és 1958. június 16-án a Nagy Imre-per harmadrendű vádlottjaként kivégezték. Halda a Gimeshez fűződő kapcsolata miatt évekig nem tudott elhelyezkedni, a Rádióból 1957-ben másodszor is elbocsátották. 1957 és 1962 között alkalmi munkákból élt, 1962-től 1983-ig, nyugdíjazásáig a Fényes Elek Szakközépiskola Leánykollégiumának igazgatója volt. 1962-től előadóművészként is ismert.(Önálló esteken, szerkesztett irodalmi műsorokban lépett fel.)
A hetvenes évek végén kapcsolódott be a részben ötvenhatos elítéltekből összetevődő demokratikus ellenzék tevékenységébe, amelyben a rendszerváltásig részt vett. 1988 és 1990 között a Történelmi Igazságtétel Bizottság (TIB) vezetőségi tagja, részt vett Nagy Imre és mártírtársai, köztük Gimes Miklós újratemetésének szervezésében. A Szabad Kezdeményezések Hálózata, majd 1988-ban a Szabad Demokraták Szövetsége alapító tagja, 1991-ben, Kádár Iván lemondása után behívták az Országgyűlésbe, majd 1994-ben újra bejutott a párt országos listájáról, mandátumát 1998-ig viselte. A mentelmi és a környezetvédelmi bizottságokban dolgozott. 1999-től 2006-ig az SZDSZ Bp. XII. kerületi Szervezetének elnöke és a párt Országos Tanácsának tagja volt (ez utóbbi testületbe 2007-ben újból beválasztották). 1996-ban Nagy Imre-emlékplakettel jutalmazták.
2002-ben megjelent, Magánügy című könyvében elsősorban Gimes Miklóshoz fűződő viszonyáról ír. Megrendítő hangon számol be arról, hogyan érintette a forradalom és a megtorlás kettejük kapcsolatát, valamint számos adalékkal szolgál a hatalmi rendszer működésének hátteréről. A regény Gáspár Zsuzsa által dramatizált változatát Fodor Tamás rendezésében mutatták be a Komédium Színházban. A felolvasószínházi előadás hangfelvétele alapján a Klubrádió négyrészes rádiójátékot készített belőle.

## Művei
- Magánügy. Dokumentum/regény; Noran, Bp., 2002  ISBN 9639356468

## Előadóművészként műsoraiból
Szerkesztett irodalmi összeállításai, önállóestjei:
- "Halál, szerelem, élet"
- "Aki dudás akar lenni..."

## Filmszerepei
- Szerelem (1971) ... Tanárnő
- Kitörés (1971) ... Tóth felesége
- Álljon meg a menet! (1973) ... Munkaügyis
- Idegen arcok (1974) ... Börtöntitkárnő
- Macskajáték (1974)
- Napló (tévéfilm) (1975)
- Tükörképek (1976)
- Egy erkölcsös éjszaka (1977)
- Bezzeg a Töhötöm (tévéfilm) (1977)
- Kabala (1982) ... Gyámügyis
- Elveszett illúziók (1983)
- Napló gyermekeimnek (1984)
- A tanítványok (1985)
- Elysium (1986)
- Napló apámnak, anyámnak (1990)
- A turné (1993)